# Leegmeer
Leegmeer is, sinds de gemeentelijke herindelingen van 1903, een stadsdeel van gemeente Emmerik in de Duitse deelstaat Noordrijn-Westfalen. De buurt grenst aan de Altstadt en ligt ten noordoosten daarvan. Noordelijk van Leegmeer liggen de buurt Speelberg en het Emmerikse Ortsteil Klein-Netterden.
Tot het Congres van Wenen lag Leegmeer op Nederlands grondgebied. In 1816 ging deze buurtschap aan Pruisen.
In het centrum van Leegmeer staat de Heilig-Geist-Kirche (Heilige Geestkerk). Dit is een moderne betonnen kerk, centraalbouw, gebouwd in de jaren 1960 en ontworpen door Dieter Georg Baumewerd. In de kerk staat een groot kruisbeeld van oudijzer gemaakt door de beeldhouwer Waldemar Kuhn. De bouwstijl van de kerk en de vormgeving van het kruis weerspiegelen de modernisering van de Katholieke Kerk tijdens het Tweede Vaticaans Concilie.
Het hoofdkantoor en sommige productiefaciliteiten van de firma Katjes (dropwaren en snoep) zijn gevestigd in Leegmeer.
Voor kinderen van drie tot zes jaar is er een Kindergarten (kleuterschool), voor kinderen van zes tot tien jaar is er in Leegmeer een Grundschule (basisschool).

## Afbeeldingen

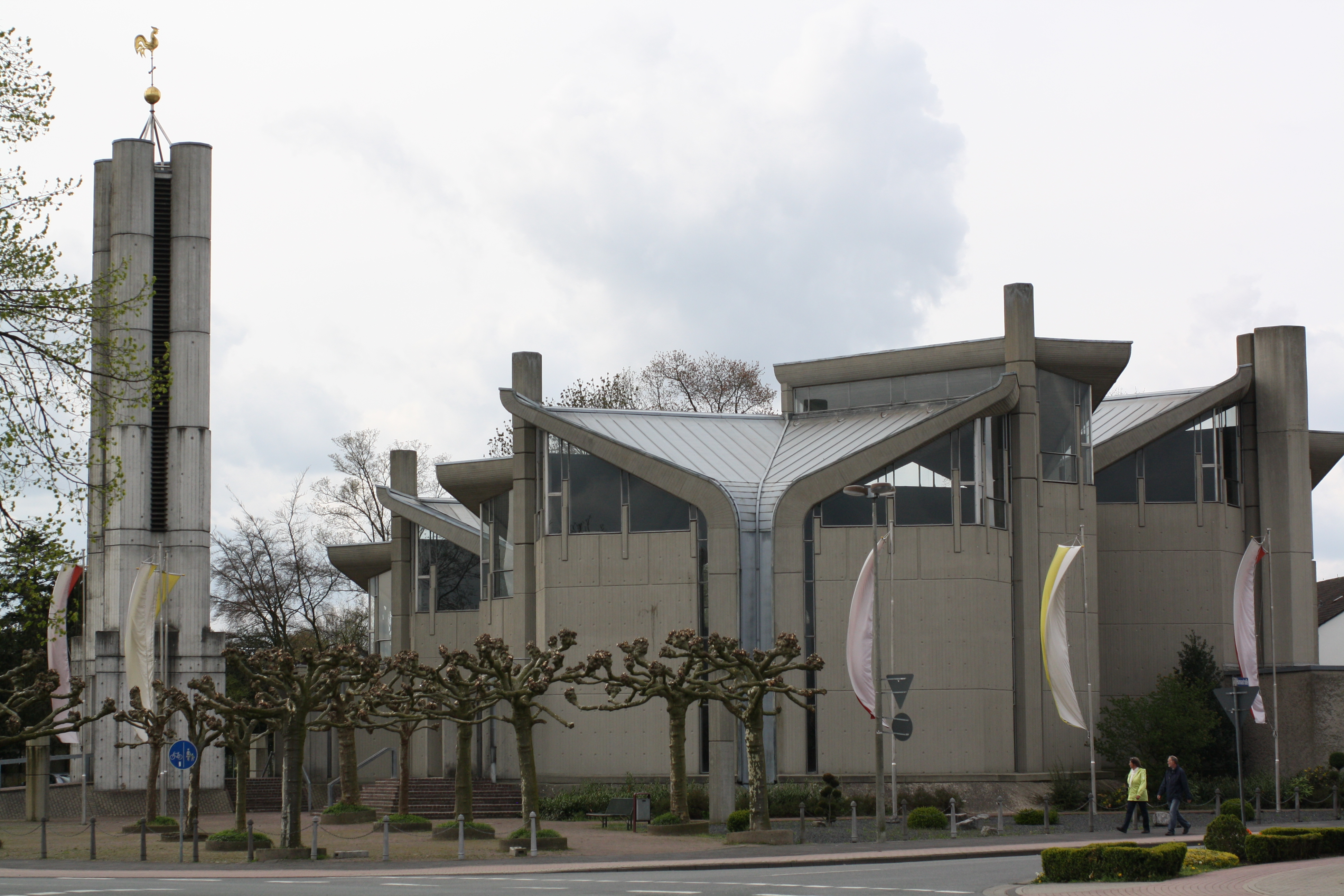
Heilig-Geist-Kirche
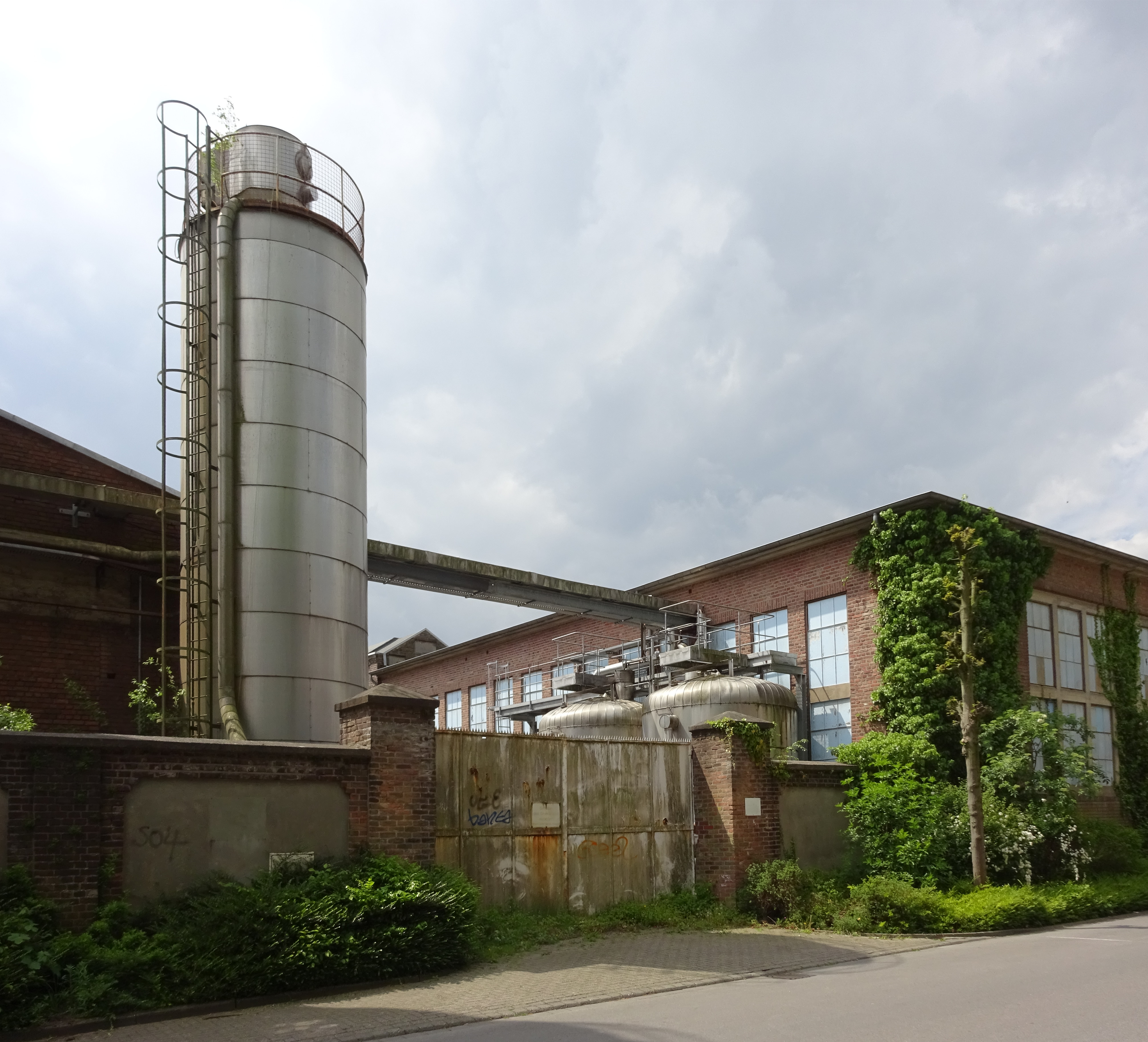
Voormalige Katja-fabriek
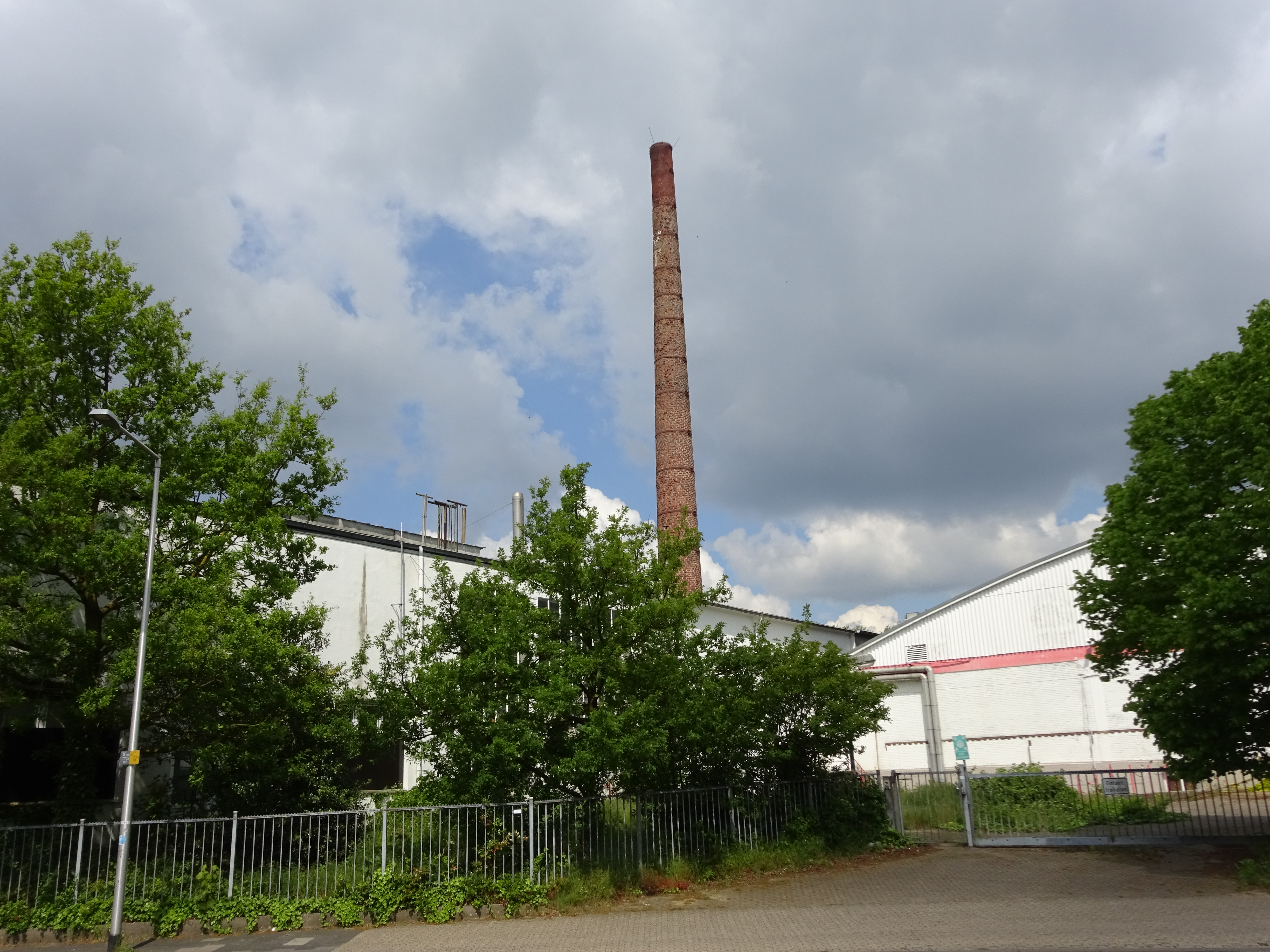
Wassenbergstraße

Stadsdelen en kerkdorpen: Altstadt · Borghees · Dornick · Elten · Hüthum · Klein-Netterden · Leegmeer · Praest · Speelberg · Vrasselt

Buurtschappen: Elsepaß · Hoch-Elten